# Sociedad Española de Excelencia Académica
La Sociedad Española de Excelencia Académica (SEDEA) es sociedad científica española dedicada a la excelencia académica y al impulso del talento.

## Historia
Fue fundada en el año 2019 y tiene por objetivo identificar y acreditar a los mejores graduados universitarios de España y poner en valor su talento.
Entre sus funciones en el año 2019 SEDEA creó el Ranking Nacional de los Mejores Graduados de España para reconocer a los mejores graduados del país en cada disciplina académica. Los candidatos son seleccionados por un comité de más de 30 catedráticos, investigadores y expertos en cada área de conocimiento, clasificando a los egresados más brillantes de cada titulación con una evaluación curricular multi-paramétrica. La nota media final del expediente académico  es el factor con más peso específico en la valoración final. Sin embargo, se tienen en cuenta más factores: haber obtenido la distinción de "matrícula de honor" en Bachillerato, haber obtenido calificación de matrícula de honor en asignaturas de la universidad, haber obtenido el Premio Extraordinario de Fin de Carrera, premios o distinciones logradas, becas internacionales o de colaboración, concursos o certámenes de carácter académico, idiomas, realización de cursos, participación en congresos, ponencias en congresos, publicaciones, representación estudiantil, voluntariados, compromiso social y en general cualquier otro mérito de carácter académico.

## Membresía
La sociedad es de membresía limitada con requisitos para acceder a ella. Para solicitar la membresía en SEDEA es prerrequisito imprescindible tener una nota media superior a 8 sobre 10 en el expediente académico universitario, para lo cual se sigue un proceso de verificación y acreditación por parte de la sociedad, a través de la valoración de la trayectoria académica y curricular por parte del Comité de Evaluación de la sociedad. Además, se tienen en cuenta otros méritos obtenidos por el solicitante durante su formación y carrera (premios, publicaciones…). Una vez se es admitido o admitida, se obtiene la condición de miembro numerario (miembro de número o miembro pleno).

## Comité de evaluación
La Sociedad Española de Excelencia Académica cuenta con un comité de evaluación formado por diferentes expertos pertenecientes a diferentes áreas de conocimiento, que evalúa la excelencia de cada candidato o candidata a la Sociedad. Entre los expertos que forman parte del comité se encuentran, entre otros, los siguientes:
- Carmen Caffarel, lingüista y catedrática de comunicación audiovisual española, directora general de RTVE y directora del Instituto Cervantes
- Fernando Broncano, filósofo español y catedrático de Lógica y Filosofía
- Luisa María Frutos Mejías, geógrafa española
- Ignacio Aguaded, catedrático de la Universidad de Huelva
- Rafael Calduch, profesor universitario y político
- Eugenio Santos, microbiólogo español, catedrático de microbiología y director e investigador principal del Centro de Investigación del Cáncer
- Eduardo Vírgala, catedrático de Derecho constitucional

## Miembros
Entre los miembros de la Sociedad Española de Excelencia Académica, a la que pertenecen con la condición de miembros numerarios, se encuentran, entre otros:
- Ignacio Sevilla Sánchez, ingeniero aeroespacial, alumni del ISAE-SUPAERO[15]
- Arturo Pérez Díaz, logopeda, alumni de la UGR[16]
- Carlota Losa Mediavilla, bióloga y biomédica, alumni de la ETH Zurich[17][18]
- Pedro Villalba González, físico, alumni de la UBC Vancouver[19]
- Carla Espinós Estévez, biotecnóloga, alumni del CNIC[20][21]
- Lucía Castelló Pedrero, bioingeniero, alumni de Harvard-MIT[22]
- Héctor Álvarez González, ingeniero de minas, alumni de la Universidad de Oldemburgo[23]
- Carlos Usano García, politólogo y jurista, alumni del INSEEC[24]
- D. Adrián Coronado Pasero, Ingeniero Naval y Oceánico, alumni de la Universidad Politécnica de Madrid